# التیسمو، ونتو
التیسمو، ونتو (به ایتالیایی: Altissimo, Veneto) یک سکونتگاه مسکونی در ایتالیا است که در استان ویچنزا واقع شده‌است.

## خصوصیات
التیسمو ۱۴ کیلومترمربع مساحت و ۲٬۳۳۱ نفر جمعیت دارد و ۱۱۵ متر بالاتر از سطح دریا واقع شده‌است.